# جون توماس (لاعب هوكي جليد)
جون توماس (بالإنجليزية: John Thomas)‏ هو لاعب هوكي جليد أسترالي، ولد في 11 مارس 1936، وتوفي في 7 فبراير 1995 في ملبورن في أستراليا.

## وصلات خارجية
- جون توماس على موقع أوليمبيديا (الإنجليزية)